# 旧竹林院庭園
旧竹林院庭園（きゅうちくりんいんていえん ）は、滋賀県大津市にある日本庭園。国の名勝。坂本伝統的建造物群保存地区の伝統的建造物。

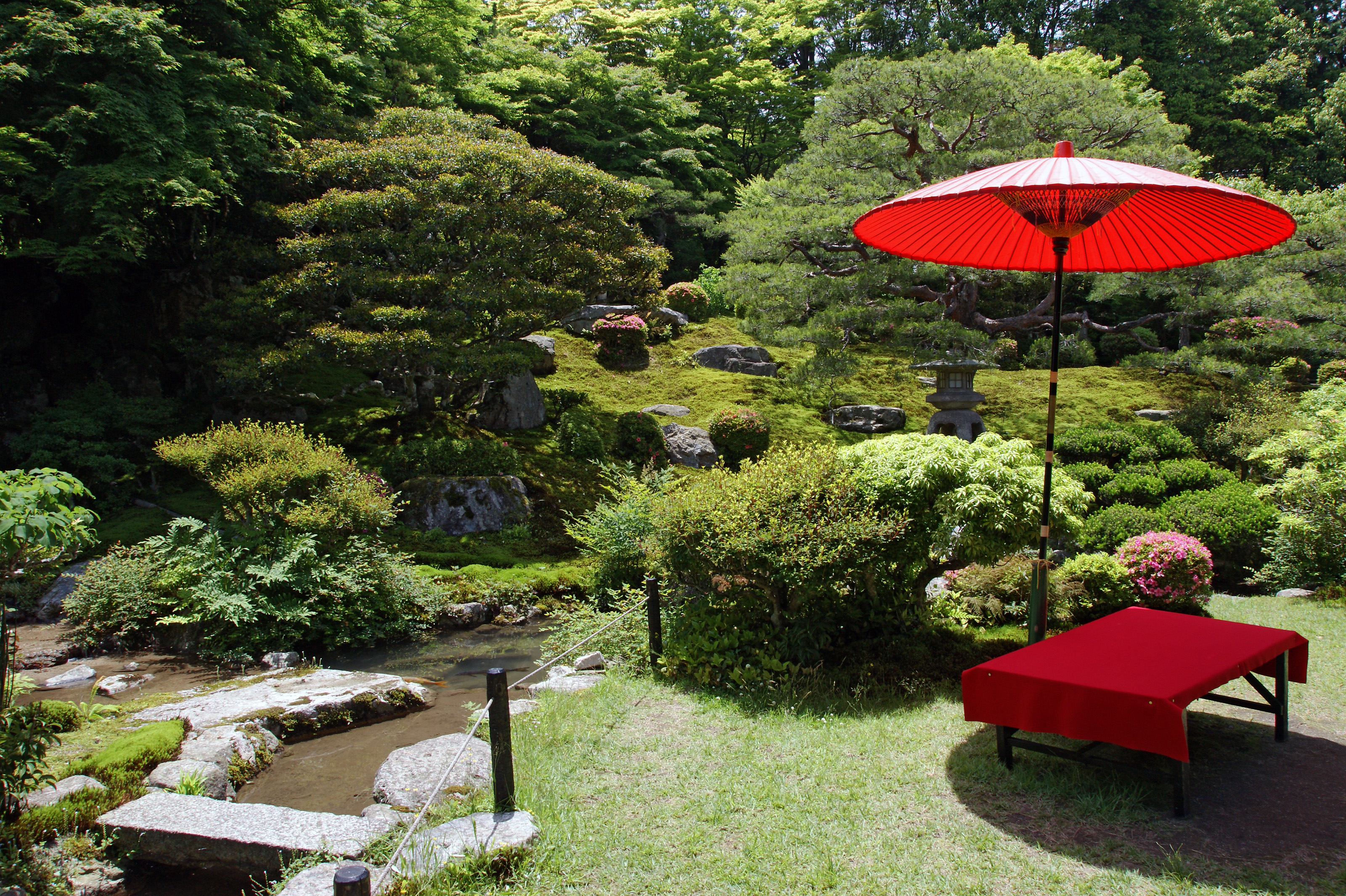
曲水前

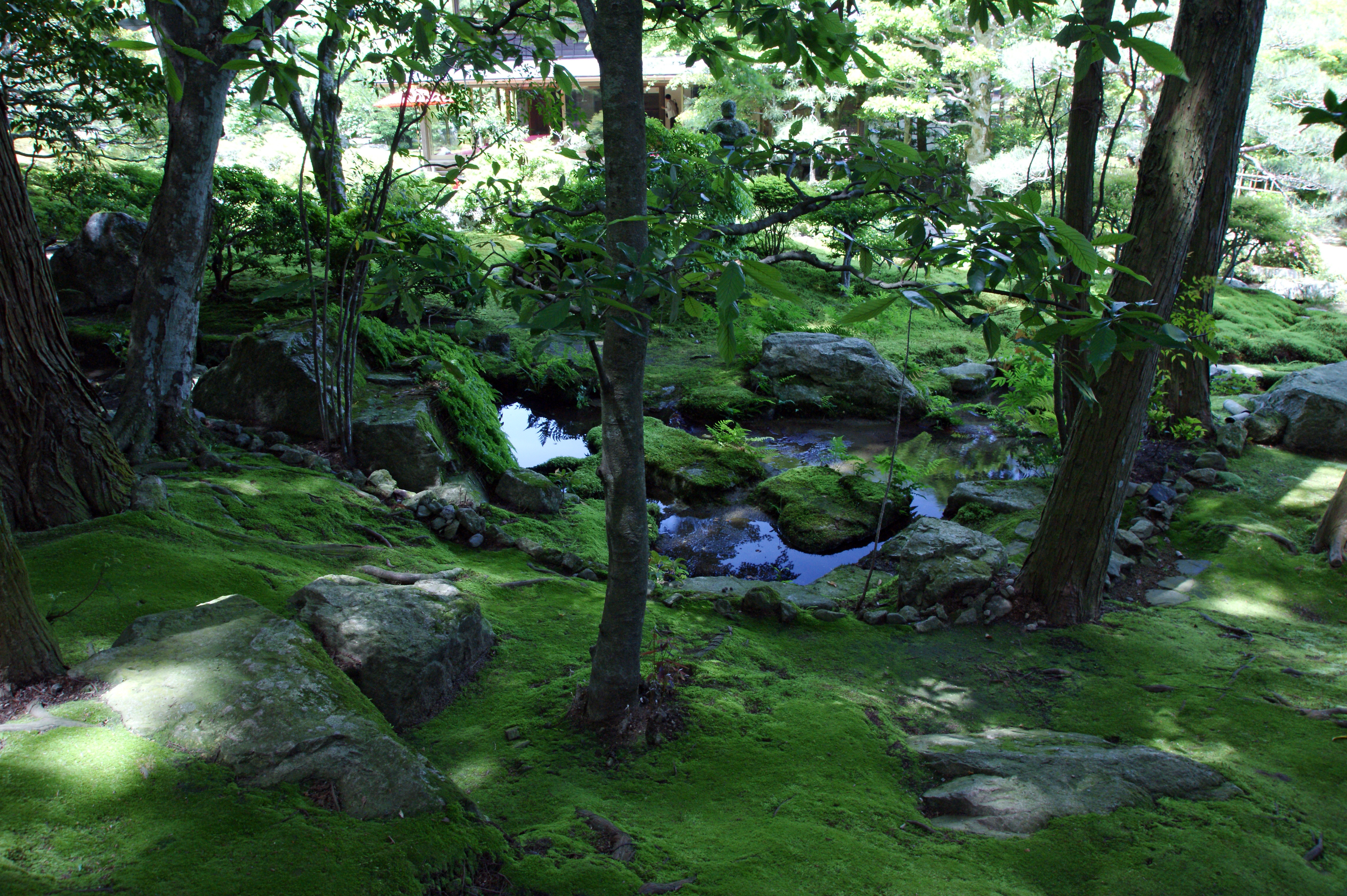
築山より

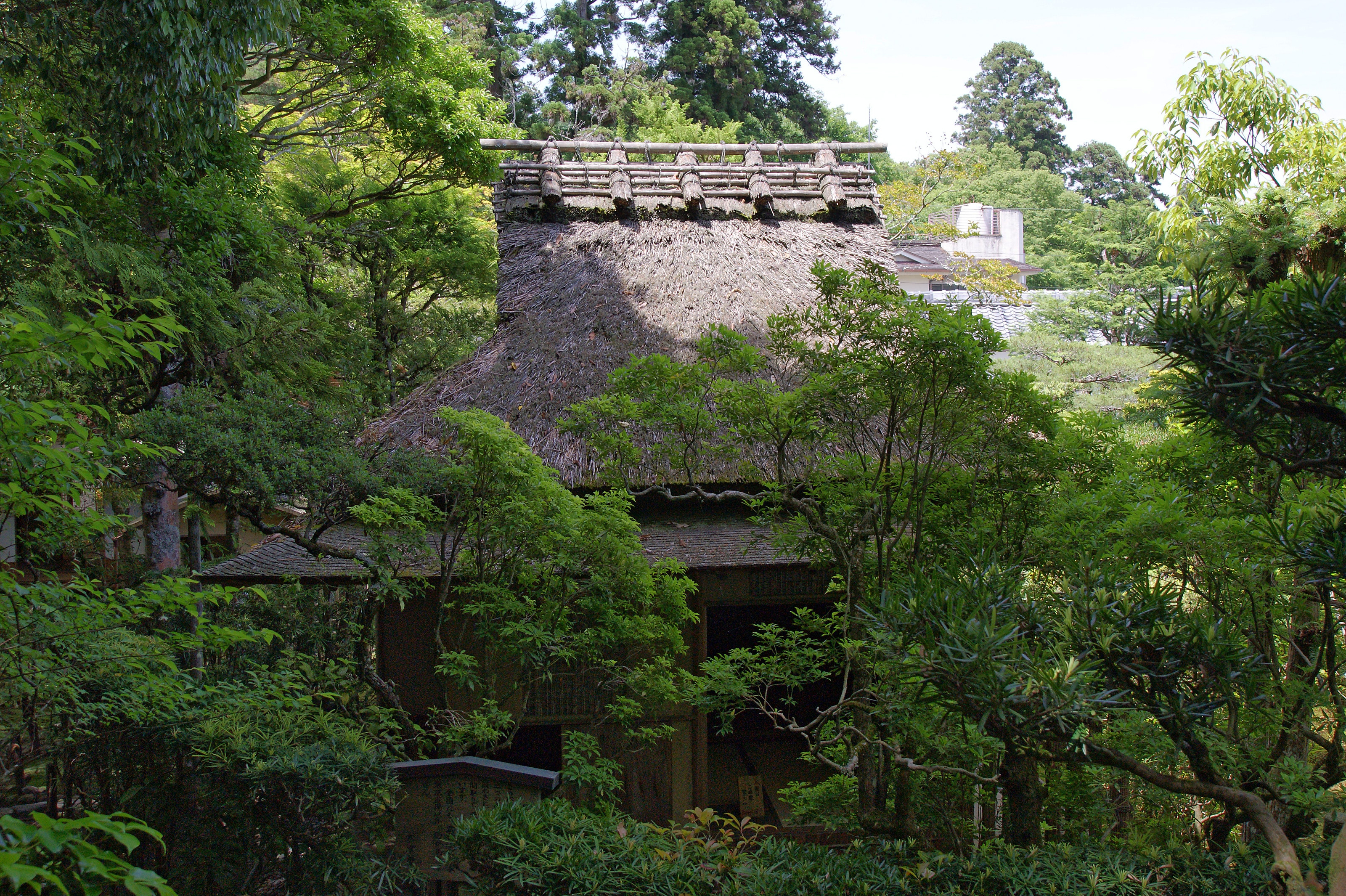
茶室

## 概要
坂本の延暦寺里坊群の一つ、旧竹林院境内南西にある回遊式庭園で、面積3,300m2は里坊庭園の中で最大である。大宮川を引き込んで曲水とし、八王子山を借景として、滝組、築山、茶室、四阿などを配している。
江戸時代初期に築造された里坊の書院前庭園であるが、明治時代初頭の廃仏毀釈の影響で竹林院は衰退して土地は個人の手に渡った。現在の庭園はこの時代に改修されたものであり、近代庭園として国の名勝に指定されている。
平成30年9月より物置にしまってあった座卓を活用したリフレクション撮影ができるようになり、話題を集めている。

## 園内の施設
- 茶室 - 大正時代築、入母屋造り、茅葺、大津市指定文化財
- 四阿 - 大正時代築、大津市指定文化財
- 五重石塔
- 井筒

## 利用情報
- 開園時間 - 9:00～17:00（入園は16:30まで）
- 閉園日 - 月曜（祝日の場合は開園、翌日定休）・祝祭日の翌日・年末（12/25～12/31）
- 所在地 - 〒520-0113 滋賀県大津市坂本5-2-13

## 交通アクセス
- 京阪石山坂本線 坂本比叡山口駅 徒歩5分
- 湖西線 比叡山坂本駅 徒歩15分

## 周辺
- 旧白毫院庭園（向かい）
- 日吉大社
- 日吉東照宮